# Championnat d'Angleterre de rugby à XV 2020-2021
Navigation
Gallagher Premiership
 2019-2020 Gallagher Premiership 2021-2022
Le championnat d'Angleterre de rugby à XV 2020-2021, qui porte le nom Gallagher Premiership de son sponsor du moment, oppose les douze meilleures équipes anglaises de rugby à XV. Le championnat débute le 20 novembre 2020 et s'achève le 26 juin 2021 par une finale au stade de Twickenham, à Londres. Une première phase de classement voit s'affronter toutes les équipes en matchs aller et retour. À la fin de cette phase régulière, les quatre premières équipes sont qualifiées pour les demi-finales et la dernière du classement est rétrogradée en RFU Championship. La saison se termine sur une phase de playoff avec des demi-finales et une finale pour l'attribution du titre.

## Liste des équipes en compétition
| Bath Bristol Exeter Gloucester Harlequins Leicester Irish Newcastle Northampton Sale Wasps Worcester |

La compétition oppose pour la saison 2020-2021 les douze meilleures équipes anglaises de rugby à XV :
- Bath Rugby
- Bristol Bears
- Exeter Chiefs
- Gloucester Rugby
- Harlequins
- Leicester Tigers
- London Irish
- Newcastle Falcons
- Northampton Saints
- Sale Sharks
- Wasps
- Worcester Warriors

## Résumé des résultats

### Phase régulière

#### Classement de la phase régulière
| Rang | Club                  | J  | V  | N | D  | Bo | Bd | Pm  | Pe  | Diff | Pts |
| ---- | --------------------- | -- | -- | - | -- | -- | -- | --- | --- | ---- | --- |
| 1    | Bristol Bears         | 22 | 16 | 2 | 4  | 13 | 2  | 561 | 379 | +182 | 83  |
| 2    | Exeter Chiefs (T)     | 22 | 17 | 0 | 5  | 12 | 2  | 624 | 356 | +268 | 82  |
| 3    | Sale Sharks           | 22 | 16 | 0 | 6  | 5  | 5  | 537 | 401 | +136 | 74  |
| 4    | Harlequins            | 22 | 13 | 1 | 8  | 12 | 5  | 703 | 564 | +139 | 71  |
| 5    | Northampton Saints    | 22 | 11 | 0 | 11 | 7  | 6  | 469 | 457 | +12  | 57  |
| 6    | Leicester Tigers      | 22 | 11 | 0 | 11 | 6  | 4  | 478 | 492 | -14  | 54  |
| 7    | Bath Rugby            | 22 | 10 | 0 | 12 | 8  | 4  | 494 | 604 | -110 | 52  |
| 8    | Wasps                 | 22 | 9  | 0 | 13 | 7  | 8  | 539 | 624 | -85  | 51  |
| 9    | London Irish          | 22 | 6  | 3 | 13 | 9  | 9  | 439 | 531 | -92  | 48  |
| 10   | Newcastle Falcons (P) | 22 | 9  | 0 | 13 | 5  | 4  | 385 | 512 | -127 | 45  |
| 11   | Gloucester Rugby      | 22 | 7  | 1 | 14 | 6  | 7  | 450 | 518 | -68  | 43  |
| 12   | Worcester Warriors    | 22 | 3  | 1 | 18 | 3  | 8  | 326 | 567 | -241 | 25  |

|  | Qualifiés pour la phase finale et la coupe d'Europe 2021-2022 (no 1, no 2, no 3, no 4). |
|  | Qualifiés pour la coupe d'Europe 2021-2022 (no 5, no 6, no 7, no 8).                    |
|  | Relégué en RFU Championship pour la saison 2021-2022 (no 12).                           |
|  | T : tenant du titre 2019-2020 ; P : promu 2019-2020                                     |

Attribution des points : victoire sur tapis vert : 5, victoire : 4, match nul : 2, défaite : 0, forfait : -2 ; plus les bonus (offensif : 4 essais marqués ; défensif : défaite par 7 points d'écart maximum).
Règles de classement : 1. Nombre de victoires ; 2.différence de points ; 3. nombre de points marqués ; 4. points marqués dans les matchs entre équipes concernées ; 5. Nombre de victoires en excluant la 1re journée, puis la 2e journée, et ainsi de suite.

#### Résultats détaillés
Les points marqués par chaque équipe sont inscrits dans les colonnes centrales (3-4) alors que les essais marqués sont donnés dans les colonnes latérales (1-6). Les points de bonus sont symbolisés par une bordure bleue pour les bonus offensifs (quatre essais ou plus), orange pour les bonus défensifs (défaite par moins de sept points d'écart), rouge si les deux bonus sont cumulés.

### Phase finale

#### Finale
En finale, les Harlequins s'imposent face aux Exeter Chiefs sur le score de 38-40, grâce notamment à deux essais en fin de match de Louis Lynagh. Ils remportent ainsi leur premier titre dans la compétition depuis neuf ans.
| Finale 26 juin 2021 18 h 30 | Exeter Chiefs | 38 - 40 (14-19) | Harlequins | Stade de Twickenham, Londres 10 000 spectateurs Arbitre : Matthew Carley |
| Finale 26 juin 2021 18 h 30 | Essai(s) : 5 Gray (17e), Hepburn (28e), S. Simmonds (48e), Devoto (53e), Hogg (77e) Transformation(s) : 5 J. Simmonds (18e, 28e, 54e (78e) Pénalité(s) : 1 J. Simmonds (65e) Carton(s) jaune(s) : 1 Hill (5e) |                 | Essai(s) : 6 de pénalité (5e), Louw (37e), Dombrandt (40e), Esterhuizen (43e), Lynagh (71e, 75e) Transformation(s) : 4 Smith (40e, (45e, 73e, (77e) Carton(s) jaune(s) : 1 Smith (28e) | Stade de Twickenham, Londres 10 000 spectateurs Arbitre : Matthew Carley |
| Finale 26 juin 2021 18 h 30 | |                 | | Stade de Twickenham, Londres 10 000 spectateurs Arbitre : Matthew Carley |

### Tableau final
|  | Demi-finales                                 | Demi-finales                                 |                |    | Finale                                       | Finale                                       |
|  | Demi-finales                                 | Demi-finales                                 |                |    | Finale                                       | Finale                                       |
|  |                                              |                                              |                |    |                                              |                                              |
|  | 19 juin 2021 au Ashton Gate Stadium, Bristol | 19 juin 2021 au Ashton Gate Stadium, Bristol |                |    | 26 juin 2021 au Stade de Twickenham, Londres | 26 juin 2021 au Stade de Twickenham, Londres |
|  | 19 juin 2021 au Ashton Gate Stadium, Bristol | 19 juin 2021 au Ashton Gate Stadium, Bristol |                |    | 26 juin 2021 au Stade de Twickenham, Londres | 26 juin 2021 au Stade de Twickenham, Londres |
|  | [1] Bristol                                  | 36                                           |                |    | 26 juin 2021 au Stade de Twickenham, Londres | 26 juin 2021 au Stade de Twickenham, Londres |
|  | [1] Bristol                                  | 36                                           |                |    | 26 juin 2021 au Stade de Twickenham, Londres | 26 juin 2021 au Stade de Twickenham, Londres |
|  | [4] Harlequins                               | 43                                           |                |    | 26 juin 2021 au Stade de Twickenham, Londres | 26 juin 2021 au Stade de Twickenham, Londres |
|  | [4] Harlequins                               | 43                                           | [4] Harlequins | 40 |                                              |                                              |
|  | 19 juin 2021 au Sandy Park, Exeter           |                                              | [4] Harlequins | 40 |                                              |                                              |
|  |                                              | [2] Exeter Chiefs                            | 38             |    |                                              |                                              |
|  | [2] Exeter Chiefs                            | [2] Exeter Chiefs                            | 38             | 40 |                                              |                                              |
|  | [2] Exeter Chiefs                            |                                              |                | 40 |                                              |                                              |
|  | [3] Sale                                     | 30                                           |                |    |                                              |                                              |
|  | [3] Sale                                     | 30                                           |                |    |                                              |                                              |